# Überbevölkerung

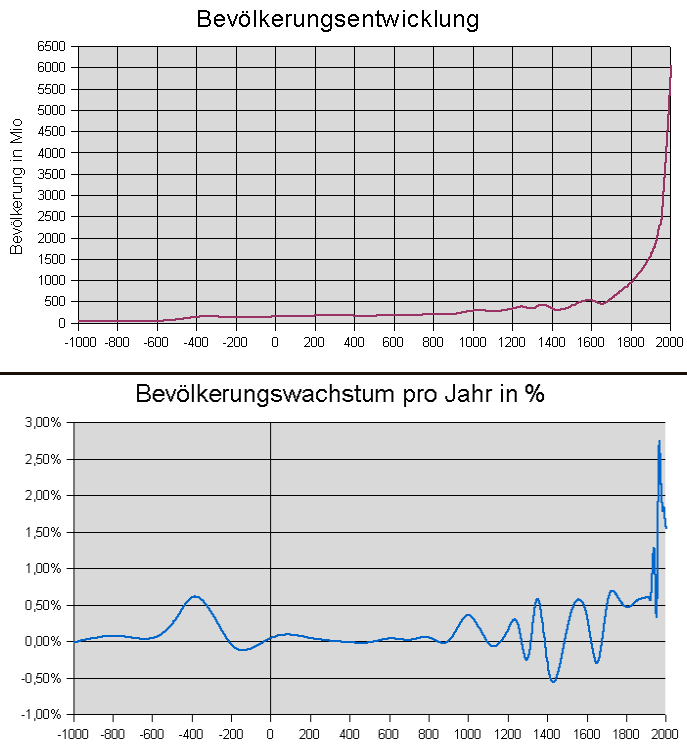
Bevölkerungsentwicklung und Bevölkerungswachstum im Vergleich

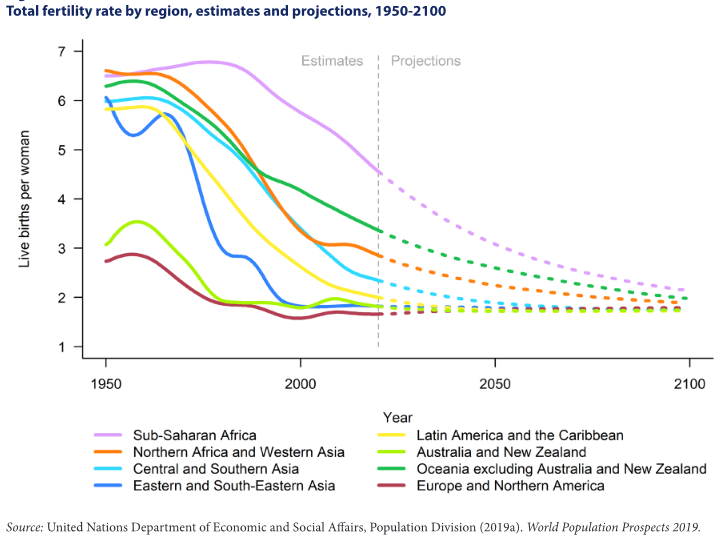
Gesamtfertilitätsrate (Welt 1950–2019 real und Entwicklung, geschätzt von UN, Population Division) – Total Fertility Rate

Unter dem Begriff der Überbevölkerung (auch Übervölkerung) wird heute der Zustand verstanden, bei dem die Anzahl der Lebewesen die ökologische Tragfähigkeit ihres Lebensraums überschreitet. Bevölkerungspolitische Argumentationsführungen unterlagen in der Vergangenheit regelmäßig einem Wandel. Auf internationaler Ebene befasste sich die erste Weltbevölkerungskonferenz bereits 1927 in Genf mit dem Thema der Überbevölkerung. Auf Ebene der Vereinten Nationen wurde das Thema der Reproduktivität in Bezug auf Überbevölkerung ab den 1960er Jahren unter dem Überbegriff der Menschenrechte auf die UN-Agenda gesetzt.
Dieser Artikel behandelt die oft thematisierte Beziehung zwischen der Größe der menschlichen Bevölkerung und dem menschlichen Lebensraum auf der Erde. Der Begriff wird auch in den Sozialwissenschaften verwendet und beschreibt dort das Thema der Demografie und der Bevölkerungsgeografie.

## Begriff
Es existieren nach wie vor unterschiedliche Definitionen des Begriffs Überbevölkerung in Bezug auf die Menschheit und ihren Lebensraum auf der Erde. Von Anbeginn der thematischen Etablierung war die Definition von „Überbevölkerung“ nicht einfach zu bewerkstelligen, denn:
„Weil es keine allgemein anerkannten Kriterien für ein nationales Bevölkerungsoptimum gab, bedeutete allein die Postulierung der ‚Überbevölkerung‘ in einem Entwicklungsland eine bestimmte Wertung. Weswegen sollte ein Entwicklungsland, reich an Bodenschätzen und mit einer niedrigen Einwohnerzahl pro Quadratkilometer, überbevölkert sein, während Industrienationen mit bis zu 300 Personen pro Quadratkilometer angeblich ‚normal- oder unterbevölkert‘ sind?“ (Stefan Kühl 2014).
In einem räumlichen Kontext wird von globaler, regionaler oder auch lokaler Überbevölkerung gesprochen. In einer qualitativen Dimension gibt es unterschiedliche Auffassungen und Bemessungskriterien, wie hoch die Tragfähigkeit von bestimmten Lebensräumen oder der gesamten Erde für die Menschen bemessen ist, sodass unterschiedliche Ansichten herrschen, ab welchen Bevölkerungsdichten und -größen eine Überbevölkerung vorliegt.
Eine sehr weitreichende Definition von Überbevölkerung sieht diesen Zustand gegeben, wenn der betrachteten Bevölkerung eine nachhaltige Lebensweise (das Konzept „Nachhaltigkeit“ wurde 1992 auf der UN-Konferenz in Rio im Rahmen der Agenda 21 beigefügt) bei dem von ihr gewünschten Lebensstil aufgrund der Bevölkerungsgröße in dem zur Verfügung stehenden Lebensraum nicht mehr möglich ist. Eine sehr enge Definition sieht das Vorliegen einer Überbevölkerung erst dann erfüllt, wenn bereits Engpässe der Versorgung mit Nahrungsmitteln, Wasser oder Energie eingetreten sind und die unmittelbare Überlebensfähigkeit der betreffenden Bevölkerung in Teilen oder im Ganzen bedroht ist.

## Problematik

Karte der Staaten nach Bevölkerungsdichte

Einige Wissenschaftler sehen Überbevölkerung als eines der zentralen Probleme der Menschheit an. Sie führen Probleme wie Armut, Hunger, Arbeitslosigkeit oder das Wachstum von Slums, die heute hauptsächlich in Entwicklungsländern auftreten, auf die dortige „Bevölkerungsexplosion“ (besonders rasches Bevölkerungswachstum: jährlich mehr als 2,5 %) beziehungsweise auf starken Bevölkerungsdruck zurück. Auch Umweltprobleme und der globale ökologische Fußabdruck der Menschheit – der in Bereichen wie Flächenverbrauch, Erdölverbrauch, Überfischung, Entwaldung, Wasserverbrauch oder Schadstoffausstoß bereits zu hoch ist – werden im Zusammenhang mit dem Wachstum der Weltbevölkerung diskutiert.
In Bezug auf einzelne Länder oder Regionen ist umstritten, inwieweit von Überbevölkerung gesprochen werden kann beziehungsweise anhand welcher Kriterien diese zu bemessen ist (diskutiert werden etwa Bevölkerungsdichte, Selbstversorgungsgrad, Flächenverbrauch, Umweltschäden oder Lebensqualität).

### Beispiel Waldverlust
Entwaldung ist die weltweit stattfindende Umwandlung von Waldflächen hin zu anderen Landnutzungsformen.
Nach Angaben der Food and Agricultural Organization of the United Nations ist der Waldverlust unter anderem durch Armut, sogenanntes Landgrabbing (internationale Investoren lassen Flächen für Plantagen roden) und starkes Bevölkerungswachstum in den betroffenen Regionen bedingt. In vielen ärmeren afrikanischen Ländern ging der Waldbestand in den letzten Jahrzehnten stark zurück. Die Menschen dort sind größtenteils Landwirte in Subsistenzwirtschaft. Bedingt durch das starke Bevölkerungswachstum war es ihnen nicht mehr möglich, ihre Familien von der verfügbaren Ackerfläche zu ernähren. Dies führte zu Rodungen. Der Wald schützte das Land jedoch vor Bodenerosion, sodass langfristig gesehen ein noch größerer Verlust an Ackerfläche zu befürchten ist.
Weltweit wirkt sich der Waldverlust erheblich auf das Leben der Menschen in den armen Ländern aus, denn der Wald schützt vor Ausschwemmungen des Bodens, Überschwemmungen und Lawinen. Er ist zudem oft die wichtigste Quelle für Heizmaterial. Größtenteils wird auf Holz gekocht.

### Beispiel Wasserverfügbarkeit
Der Begriff Wasserverfügbarkeit, die UNESCO spricht von verfügbaren Süßwasserressourcen, bezeichnet die Menge an Süßwasser, die einer Person pro Jahr zur Verfügung steht. Je nach Größe dieser Menge definieren sich die untergeordneten Begriffe Wasserknappheit, Wassermangel und Wassernotstand, bis hin zur Wasserkrise.
Das Potsdam-Institut für Klimafolgenforschung (PIK) bezeichnete im Jahr 2013 den Wassermangel als eines der zentralen Probleme unserer Zeit und warnte davor, dass in Zukunft noch mehr Menschen davon betroffen sein könnten.
Nach Vorausberechnungen der Vereinten Nationen wird bei gleichbleibendem Bevölkerungswachstum die Zahl der durch Wassermangel bedingten Todesfälle stark zunehmen. Zudem wird befürchtet, dass es zu bewaffneten Konflikten um Wasser kommen wird.
| Wasserverfügbarkeit              | im Jahr 2010             | im Jahr 2050             |
| -------------------------------- | ------------------------ | ------------------------ |
| ausreichende Wasserverfügbarkeit | 71 % der Weltbevölkerung | 55 % der Weltbevölkerung |
| Wasserknappheit                  | 23 % der Weltbevölkerung | 22 % der Weltbevölkerung |
| Gefährlicher Wassermangel        | 06 % der Weltbevölkerung | 23 % der Weltbevölkerung |

## Situation

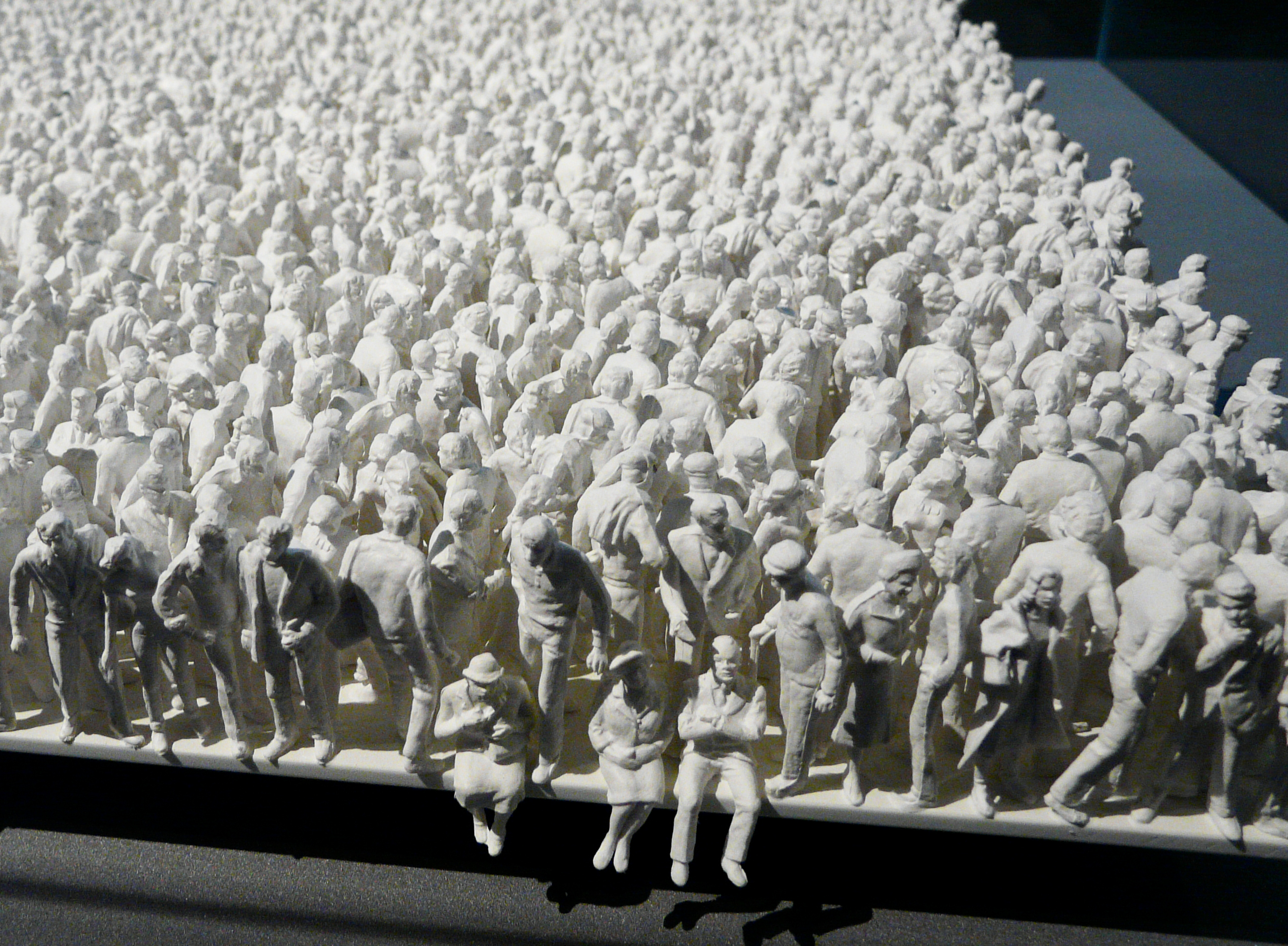
Plastik zur Überbevölkerung im Neanderthal-Museum, Mettmann

2016 vergrößerte sich die Weltbevölkerung um mehr als 1,5 Mio. Menschen pro Woche. Trotz sinkender Geburtenraten in den meisten Ländern der Welt ist dieser Zuwachs seit 15 Jahren nahezu unverändert. Im weltweiten Durchschnitt bekam eine Frau 2,5 Kinder; 2,1 Kinder wären nötig, um die Weltbevölkerung konstant zu halten, der höhere Wert bedeutet somit ein Wachstum der Weltbevölkerung.
Die Weltbevölkerung wuchs (Stand April 2020) mit einer Rate von etwa 1,05 % pro Jahr (gegenüber 1,08 % im Jahr 2019, 1,10 % im Jahr 2018 und 1,12 % im Jahr 2017). Das derzeitige durchschnittliche Bevölkerungswachstum wird auf 81 Millionen Menschen pro Jahr geschätzt.
Die Fertilität ist weltweit rückläufig: In Asien beispielsweise ist sie von 2,3 Kindern pro Frau im Zeitraum 2005–2010 auf 2,2 Kinder im Zeitraum 2010–2015 gesunken.
Dieser Rückgang wird unter anderem zurückgeführt auf die Bevölkerungspolitik von Regierungen, soweit sie auf Verringerung der Geburtenrate zielt, sowie auf die Arbeit von Nichtregierungsorganisationen, die Frauen Zugangsmöglichkeiten zu sexueller Aufklärung und Verhütungsmitteln eröffnet haben. Allerdings haben Frauen in vielen Ländern keinen Zugang zur Familienplanung.
In Afrika, dem Kontinent mit der höchsten Fertilität, bekommt eine Frau derzeit 4,7 Kinder (gegenüber 4,9 Kindern im Zeitraum 2005–2010). Europa ist die einzige Region mit leicht zunehmender Fertilität: 2016 waren es 1,6 Kinder pro Frau, gegenüber 1,55 Kindern im Zeitraum 2005–2010.
| Jahr | Bevölkerung   | Jährl. Wachstum (%) | Jährl. Wachstum (Total) | Durchschnittl. Alter | Fertilitätsrate | Personen pro km² |
| ---- | ------------- | ------------------- | ----------------------- | -------------------- | --------------- | ---------------- |
| 2020 | 7.794.798.739 | 1,05 %              | 81.330.639              | 31                   | 2,47            | 52               |
| 2019 | 7.713.468.100 | 1,08 %              | 82.377.060              | 30                   | 2,51            | 52               |
| 2018 | 7.631.091.040 | 1,10 %              | 83.232.115              | 30                   | 2,51            | 51               |
| 2017 | 7.547.858.925 | 1,12 %              | 83.836.876              | 30                   | 2,51            | 51               |
| 2016 | 7.464.022.049 | 1,14 %              | 84.224.910              | 30                   | 2,51            | 50               |
| 2015 | 7.379.797.139 | 1,19 %              | 84.594.707              | 30                   | 2,52            | 50               |
| 2010 | 6.956.823.603 | 1,24 %              | 82.983.315              | 28                   | 2,58            | 47               |
| 2005 | 6.541.907.027 | 1,26 %              | 79.682.641              | 27                   | 2,65            | 44               |
| 2000 | 6.143.493.823 | 1,35 %              | 79.856.169              | 26                   | 2,78            | 41               |
| 1995 | 5.744.212.979 | 1,52 %              | 83.396.384              | 25                   | 3,01            | 39               |
| 1990 | 5.327.231.061 | 1,81 %              | 91.261.864              | 24                   | 3,44            | 36               |
| 1985 | 4.870.921.740 | 1,79 %              | 82.583.645              | 23                   | 3,59            | 33               |
| 1980 | 4.458.003.514 | 1,79 %              | 75.704.582              | 23                   | 3,86            | 30               |
| 1975 | 4.079.480.606 | 1,97 %              | 75.808.712              | 22                   | 4,47            | 27               |
| 1970 | 3.700.437.046 | 2,07 %              | 72.170.690              | 22                   | 4,93            | 25               |
| 1965 | 3.339.583.597 | 1,93 %              | 60.926.770              | 22                   | 5,02            | 22               |
| 1960 | 3.034.949.748 | 1,82 %              | 52.385.962              | 23                   | 4,90            | 20               |
| 1955 | 2.773.019.936 | 1,80 %              | 47.317.757              | 23                   | 4,97            | 19               |

## Die Proklamation von Teheran
In die Proklamation von Teheran wurde am 13. Mai 1968 von der Internationalen Konferenz über Menschenrechte ein Passus aufgenommen, der besagte, dass jedem Paar das Grundrecht zugestanden werden solle, frei über die Anzahl der Kinder und die Abstände zwischen den Geburten zu entscheiden. Dies wurde in den Aktionsprogrammen der Weltbevölkerungskonferenzen von 1974 (Bukarest), 1984 (Mexiko-Stadt) und 1994 (Kairo) bekräftigt.
Im Übereinkommen zur Beseitigung jeder Form von Diskriminierung der Frau (Frauenkonvention) wurde das Recht auf Familienplanung 1979 erstmals verbindlich verbrieft.
Ob es gelingt, das Bevölkerungswachstum auch in den ärmeren Entwicklungsländern zu bremsen, hängt von politischen Entscheidungen ab. Zentral ist dabei die Umsetzung der Beschlüsse der Kairoer Weltbevölkerungskonferenz von 1994. Zu den Kernpunkten dieses Aktionsprogramms gehören eine qualitative und quantitative Verbesserung der reproduktiven Gesundheitsversorgung, inklusive Familienplanung, und das „Empowerment“ von Frauen – also die Stärkung ihrer rechtlichen, wirtschaftlichen und sozialen Stellung.

## Bevölkerungspolitik in verschiedenen Ländern
Verschiedene Länder betreiben eine Bevölkerungspolitik mit dem Ziel, die Anzahl der Geburten zu reduzieren. Dies wird jedoch in vielen Fällen durch Armut und dadurch, dass kein funktionierendes Gesundheitswesen existiert, erschwert. In den Entwicklungsländern werden oft insbesondere die Frauen in ländlichen Regionen nicht erreicht. Auch sprechen sich in vielen Ländern insbesondere katholische Kreise dagegen aus, der Bevölkerung Zugang zu Verhütungsmethoden zu ermöglichen. Dies hat im Fall der Philippinen dazu geführt, dass ärmere Frauen oft ungewollte Kinder bekommen, die sie nicht ernähren können.

### Iran
Im Iran arbeitete das Ministerium für Gesundheit und Medizinische Bildung mit den muslimischen Geistlichen zusammen. Mehrere Fatwas haben das nationale Familienplanungsprogramm der Regierung unterstützt. Das Programm bietet die kostenfreie Versorgung mit allen Verhütungsmethoden an. 2004 hatte der Iran eine der höchsten Verhütungsraten aller islamischen Länder. 2011 plädierte der damalige Präsident Ahmadineschad jedoch für eine Abschaffung der Familienplanung. Er wollte die Bevölkerung des Irans erhöhen und war der Meinung, dass dies seinem Land zu mehr Macht verhelfen würde.

### Philippinen
Die Römisch-katholische Kirche auf den Philippinen ist entschieden für natürliche Familienplanung und gegen künstliche Empfängnisverhütung: 2003 wurde aufgrund des großen Widerstandes durch die katholische Bischofskonferenz der Philippinen (Catholic Bishops’ Conference of the Philippines) ein Gesetz verhindert, das die Verwendung von Staatsgeldern für Kondome und andere Verhütungsmittel ermöglicht hätte. Es wird befürchtet, dass dies zu schnellem Bevölkerungswachstum führen werde: 2014 gab es rund 100 Millionen Filipinos, im Jahr 2020 waren es schon 109 Millionen und 2050 werden es voraussichtlich mehr als 147 Millionen sein. 2003 befahl Jose Livioko Atienza, Jr., Bürgermeister von Manila und konservativer Katholik, staatlich betriebenen Krankenhäusern, vom Gebrauch von modernen Verhütungsmitteln abzuraten, stattdessen sollten natürliche Verhütungsmethoden propagiert werden, heißt es. Ärzten, Krankenschwestern und Hebammen wurde nahegelegt, Ratsuchende gar nicht über künstliche Verhütungsmethoden aufzuklären. Krankenhäuser hörten auch auf, Verhütungsmittel auszugeben, obwohl Atienza das Wort „verboten“ in Bezug auf Verhütungsmittel sorgfältig vermieden hat. Dieser so genannte „Erlass 003“ wurde auch von seinem Nachfolger Alfredo Lim nicht aufgehoben. Armen Frauen ist es dadurch stark erschwert, über die Anzahl ihrer Kinder selbst zu entscheiden, denn sie haben oft nicht das Geld, sich Verhütungsmittel auf dem freien Markt zu kaufen.

### Indien
In Indien schlug der Minister für Gesundheit und Wohlfahrt vor, die Elektrifizierung und die Verteilung von Fernsehern in ländlichen Gegenden voranzutreiben, um dadurch die Menschen von Geschlechtsverkehr abzuhalten und das Bevölkerungswachstum zu senken. Ziel der indischen Regierung ist eine Geburtenrate von höchstens zwei Kindern pro Familie, was vor allem durch Aufklärung und Verteilung von Verhütungsmitteln angestrebt wird. 2013 schrieb Nord-Indien ein Preisausschreiben aus. Dort konnte man Autos, Waschmaschinen, Fernseher usw. gewinnen, wenn man sich freiwillig sterilisieren ließ.

### Volksrepublik China
In der Volksrepublik China, dem bevölkerungsreichsten Land der Welt, wurde dagegen seit Anfang der 1970er Jahre von staatlicher Seite die Ein-Kind-Ehe gesetzlich verankert. Sie wurde einerseits mit Vergünstigungen für Ein-Kind-Familien, andererseits mit Benachteiligungen für Familien mit mehr als einem Kind durchgesetzt; vor allem in der Anfangsphase hat es auch Zwangssterilisierungen und erzwungene Schwangerschaftsabbrüche gegeben. Diese Ein-Kind-Politik konnte das Bevölkerungswachstum in China stark bremsen, wirft aber auch neue soziale Probleme auf. So wurden aufgrund des traditionellen Wunsches, einen männlichen Erbfolger zu haben, derart viele Mädchen selektiv abgetrieben, dass die Geschlechterverteilung hin zu einer Überzahl an Jungen verschoben wurde. Ende Oktober 2015 erklärte das Zentralkomitee der Kommunistischen Partei die Ein-Kind-Politik offiziell für beendet. Künftig darf jedes Paar zwei Kinder haben.
Nach der Veröffentlichung der jüngsten Volkszählungsergebnisse beschloss die Kommunistische Partei Ende Mai 2021, es verheirateten Paaren in Zukunft zu erlauben, bis zu drei Kinder zu bekommen.

### Ruanda
Ruanda ist eines der am dichtesten bevölkerten Länder Afrikas. Die Geburtenrate lag 2007 bei etwa sechs Kindern pro Paar. Um das rasante Bevölkerungswachstum abzuschwächen und dadurch Armut zu bekämpfen plante die ruandische Regierung ein Gesetz für eine „Drei-Kinder-Politik“. Verabschiedet wurde das Gesetz nicht, sodass es bei einer staatlichen Empfehlung, nicht mehr als drei Kinder zu bekommen, blieb. Zudem wurde durch einen starken Ausbau des Gesundheitssystems und gezielte Aufklärung der Bevölkerung die Kindersterblichkeit drastisch gesenkt, die Lebenserwartung erhöht und die durchschnittliche Kinderzahl von 6,1 im Jahre 2005 auf 4,6 im Jahre 2010 gesenkt.

### Indonesien
Auch in Indonesien existiert ein Familienplanungsprogramm (‚Keluarga Berencana‘), siehe Familienplanungsprogramm Indonesiens.

### Deutschland
Über Überbevölkerung zu sprechen gilt dem Politikwissenschaftler Michael Bröning zufolge als tabu, weil die extreme Rechte das Thema nutzt. Er beklagte, dass das Thema in der „progressiven Klimadebatte“ keine Rolle spiele und selbst in Programmen umweltbewusster Parteien nicht umfassend Stellung dazu genommen werde.
Ernst Ulrich von Weizsäcker, Co-Vorsitzender des Club of Rome, kritisiert das herrschende Wachstumsdenken scharf. Es führe mit dazu, dass das zentrale globale Problem, die Überbevölkerung, „verniedlicht“ und „verharmlost“ werde."

## Maßnahmen

Karte der Staaten nach Fertilitätsrate

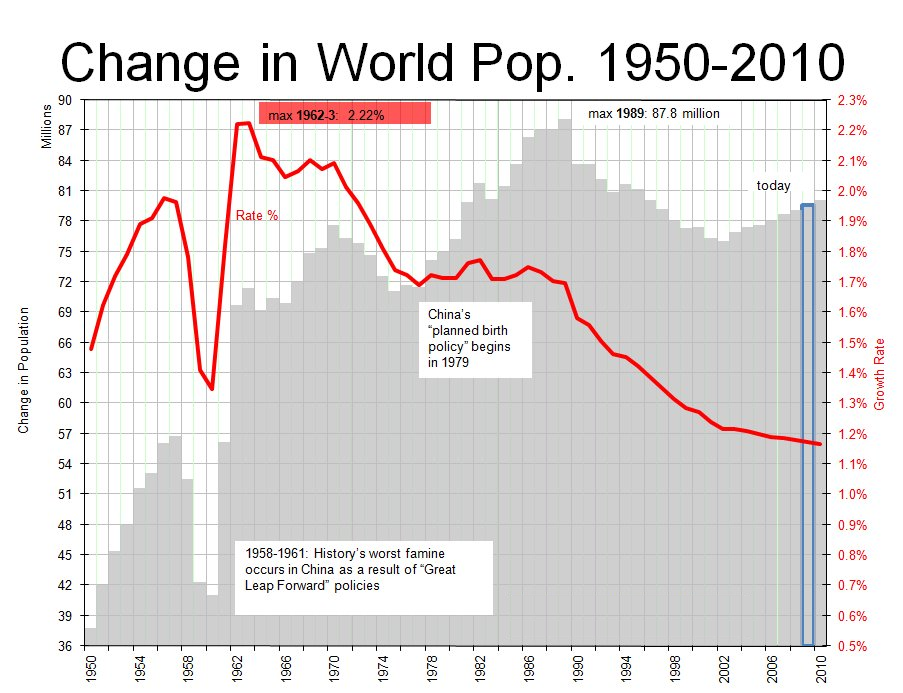
Änderung der Weltbevölkerung in absoluten Zahlen (graue Balken) und relativ in Prozentangaben (rote Linie) von 1950 bis 2010

Verschiedene Konzepte der Bevölkerungspolitik werden angewendet, um das Bevölkerungswachstum zu verlangsamen oder zu stoppen.
Auf globaler Ebene findet seit 1954 alle zehn Jahre eine Weltbevölkerungskonferenz der UNO statt, bei der grundlegende Probleme und Ergebnisse weltweit besprochen werden. Auf regionaler und lokaler Ebene wurden in unterschiedlichen Regionen verschiedene Konzepte zur Steuerung des reproduktiven Verhaltens entwickelt und umgesetzt, zum Teil im Rahmen der Entwicklungshilfe.
Als entscheidend gelten die Verbesserung der Bildungschancen für Mädchen und der Zugang zu Verhütungsmitteln, um Frauen und Mädchen selbstbestimmte Entscheidungen über ihre Familienplanung zu ermöglichen.
Durch Aufklärungskampagnen und die Bereitstellung von Verhütungsmitteln soll die Familienplanung gefördert werden. Ach eine Stärkung der Rolle der Frau wird angestrebt, da Frauen tendenziell weniger Kinder bekommen, wenn sie selbst über Sexualität und Verhütung entscheiden können. So hat beispielsweise Joel E. Cohen, Professor der Rockefeller University, es als entscheidend bezeichnet, Mädchen den Abschluss ihrer sekundären Bildung zu ermöglichen, da dies ihnen ermögliche, ihre Fertilität zu planen, das Überleben ihrer Kinder zu sichern und die Gesundheit der Familie zu verbessern.
Im 19. Jahrhundert wurden Heiratsbeschränkungen für arme und fürsorgeabhängige Personen angewandt, um das Bevölkerungswachstum zu reduzieren. In europäischen Ländern wurde die Auswanderung – insbesondere nach Amerika – als Mittel gegen Überbevölkerung betrachtet und gefördert, indem die Behörden zum Teil die Kosten für die Überfahrt von Mittellosen übernahmen und/oder auch Menschen zur Ausreise drängten.
Einige Länder haben versucht, sehr dicht besiedelte und/oder ressourcenarme Gebiete durch Umsiedlungen in ressourcenreichere, dünn besiedelte Gebiete zu entlasten. Ein Beispiel ist die Transmigrasi-Politik in Indonesien, die mit Vergünstigungen die Umsiedlung von Menschen von der Insel Java auf andere Inseln fördert. In Äthiopien wurden vor allem in den 1980er Jahren Bauern aus dem von Dürre und Erosion betroffenen Hochland in niederschlagsreichere Tieflandregionen zwangsumgesiedelt; gegenwärtig betreibt die äthiopische Regierung ein Programm zur freiwilligen Umsiedlung.

## Kritik

### Kritische Beleuchtung der geschichtlichen Entwicklung des Begriffs

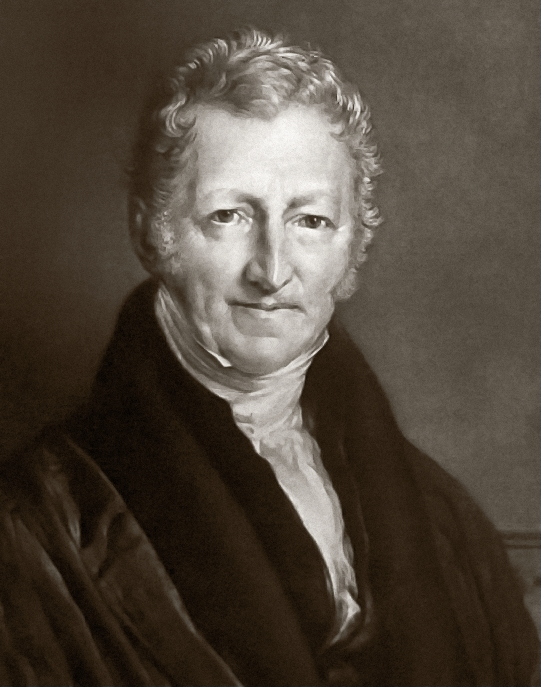
Thomas Malthus

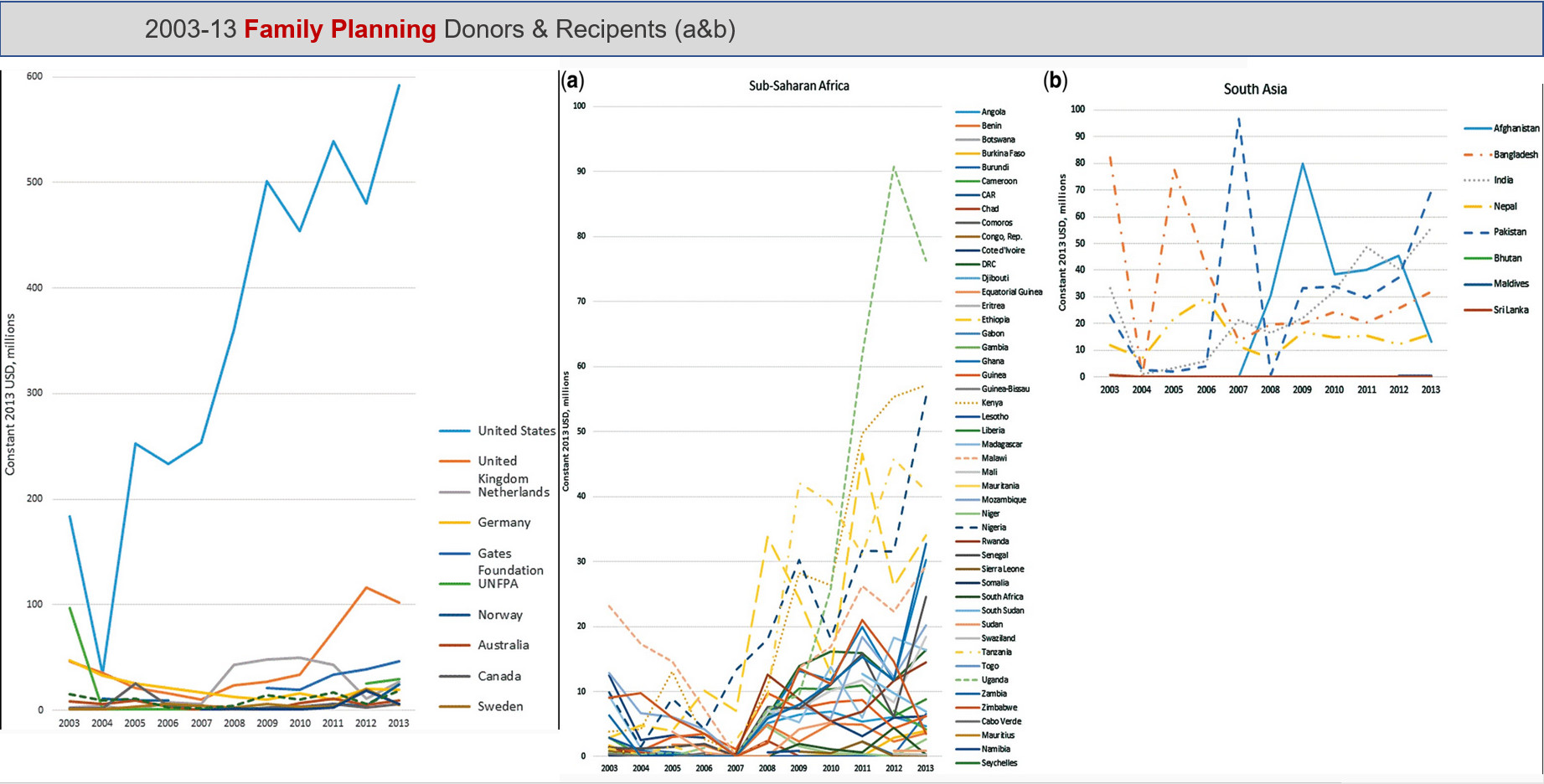
Geberfinanzierung für Familienplanung (in: Gesundheitspolitik und -planung, 33, 2018, 574–582)

Der Begriff der Überbevölkerung wurde in der breiteren Öffentlichkeit durch den britischen Ökonomen Thomas Robert Malthus gegen Ende des 18. Jahrhunderts verankert. Malthus veröffentlichte seine Bevölkerungstheorie 1798 in seinem Buch Essay on the Principle of Population. Er ging davon aus, dass die Bevölkerung exponentiell wachse, während die Nahrungsmittelproduktion durch technischen Fortschritt nur linear steigen könne. Sofern das Bevölkerungswachstum nicht durch niedrige Geburtenraten oder hohe Sterblichkeit beschränkt wird, würde zwangsläufig die Bevölkerungsfalle drohen – die Bevölkerung würde über die Nahrungsmenge hinauswachsen und Armut und Hungerkatastrophen wären die Folge.
Anders als andere Denker seiner Zeit glaubte Malthus nicht an die Problemlösungsfähigkeit der Marktwirtschaft. In späteren Ausgaben seiner Principles of Population plädierte er für Enthaltsamkeit und späte Heirat, um das Bevölkerungswachstum in den Griff zu bekommen, aber auch für Bildungsinvestitionen als Instrument zur Senkung der Geburtenrate. Empfängnisverhütung und Abtreibung lehnte er als Sünden ab. Bei einer nicht ausreichenden, vorbeugenden Begrenzung der Geburtenrate würde unweigerlich durch die Begrenzung der Ressourcen der Lebensstandard sinken und die Sterberate steigen. In Emigration sah er nur eine vorübergehende Linderung des Problems.

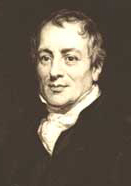
David Ricardo, als drittes von siebzehn Kindern geboren und Vater von acht Kindern, kritisierte Malthus scharf

Sein Zeitgenosse David Ricardo warf Malthus vor, er gebe „den Reichen eine sehr erfreuliche Formel, die Missgeschicke der Armen zu ertragen“, eine Kritik, die später auch Karl Marx und andere teilten.
Indem Malthus das Bevölkerungswachstum als Gefahr ansah, widersprach er der damaligen merkantilistischen Sicht (Populationismus), wonach eine große Bevölkerung die Grundlage für Wohlstand und militärische Stärke eines Staates und daher wünschenswert sei. Die Auseinandersetzung mit der malthusianischen Theorie prägte das bevölkerungswissenschaftliche Denken im 19. Jahrhundert.
Im 19. Jahrhundert wurde Malthus’ Werk verbreitet so verstanden, dass den Armen kein Recht auf Unterstützung zustehe, da deren zu hohe Geburtenraten die eigentliche Ursache der Armut seien und Unterstützung für sie die Probleme auf lange Sicht nur verschlimmere. Diese Ansichten trugen zu einer restriktiveren Sozialpolitik in Großbritannien (Armengesetz von 1834) und weiteren Ländern bei. Charles Dickens kritisierte den Begriff der Überbevölkerung und die daraus abgeleitete Sozialpolitik unter anderem in A Christmas Carol. Auch der Umgang mit der Großen Hungersnot in Irland 1845–1849 und späteren Hungersnöten in Britisch-Indien war von malthusianischen Ansichten beeinflusst, die dazu beitrugen, dass Hilfsmaßnahmen nur zögerlich ergriffen wurden.
Die von Malthus angestoßene wissenschaftliche Auseinandersetzung mit dem Problem Überbevölkerung hat sich bis heute fortgesetzt und fand in zahllosen Arbeiten sowohl Zustimmung als auch Ablehnung. Im Zuge der starken Ertragssteigerungen durch technologische Entwicklung ab dem Ende des 19. Jahrhunderts und vor allem in der Grünen Revolution in den 1950er und 1960er Jahren verlor die Überbevölkerungsdebatte durch die Prognosen Wilhelm Fucks’ an Bedeutung, welche die Malthus’sche Hypothese differenzierten und relativierten. In den 1970er Jahren erfuhr die Thematik durch die von Donella und Dennis L. Meadows im Auftrag des Club of Rome durchgeführte Studie Die Grenzen des Wachstums sowie durch Paul R. Ehrlich (Die Bevölkerungsbombe und andere) wieder viel Aufmerksamkeit. Sie fand Zuspruch bei Teilen der Umweltschutzbewegung und wird heute oft in Bezug auf Klimawandel diskutiert. Etwa die britische „Entwicklungshilfe“ (UKAID) legitimiert(e) 2010 ihre finanziellen Zuwendungen zu in Indien (weiterhin) praktizierten Zwangssterilisationskampagnen klimapolitisch.

### Weitere Kritik
Da das Konzept der Überbevölkerung sowohl begrifflich als auch inhaltlich nahelegt, es gebe zu viele Menschen, wird es von einigen als menschenverachtend bewertet. Gesetzmäßigkeiten aus der Biologie würden in unzulässiger Weise auf den gesellschaftlichen Bereich übertragen. Es wird bezweifelt, dass die Tragfähigkeit der Erde bereits erschöpft sei; vielmehr seien soziale, wirtschaftliche und ökologische Probleme durch politische Fehlleistungen und eine schlechte Verteilung der insgesamt ausreichenden Ressourcen verschuldet.

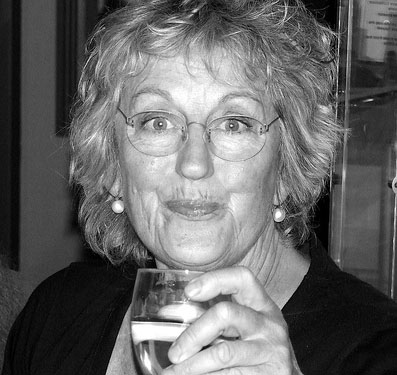
Germaine Greer (2006)

1984 erschien Germaine Greers Buch Sex and Destiny: The Politics of Human Fertility, das ebenfalls eine heftige öffentliche Kontroverse auslösen sollte. Ausgehend von Erfahrungen auf ihren Reisen in die Dritte Welt kritisierte sie darin die westlichen Einstellungen zur Kleinfamilie: Die Welt sei nur nach westlichen Maßstäben übervölkert. Sie forderte eine Rückkehr zu den Idealen des Familienlebens und zu Bescheidenheit statt grenzenlosem Konsumanspruch. Sie zeichnete ein positives Bild von der Frau als Mutter der Großfamilie und propagierte Keuschheit als ein mögliches Mittel zur Geburtenkontrolle.
Dem Konzept wurde vorgeworfen, dass es dazu diene, das Gewissen der Reichen angesichts der Armut zu beruhigen. In der Gegenwart vertritt etwa Jean Ziegler, der politisch links stehende ehemalige UN-Sonderberichterstatter für das Recht auf Nahrung, die Ansicht, der Begriff lenke lediglich von sozialer Ungleichheit und politischen Fehlern ab, welche die tatsächlichen Ursachen des Welthungers seien.
Auch der Zusammenhang zwischen Armut und hohen Kinderzahlen wird unterschiedlich interpretiert. So wird als Kritik am Überbevölkerungsbegriff angeführt, dass nicht eine hohe Geburtenrate die Ursache von Armut sei. Vielmehr führe die Armut zu einer hohen Geburtenrate, weil sie in der Regel mit schlechterer Bildung und weniger Zugang zu Verhütungsmitteln verbunden sei. Umfragen zeigen, dass viele Schwangerschaften ungeplant sind und die Frauen in den Entwicklungsländern sich weniger Kinder wünschen, als sie tatsächlich zur Welt bringen (siehe auch Familienplanung als Menschenpflicht). Ein weiterer Grund könnte sein, dass in armen Weltregionen die einzige Möglichkeit der Altersvorsorge darin bestehe, viele Kinder zu bekommen. Auch sinkt tendenziell mit wachsendem Wohlstand der Einfluss traditioneller Lebensbilder – auch dies trägt zum Rückgang der Geburtenrate bei.

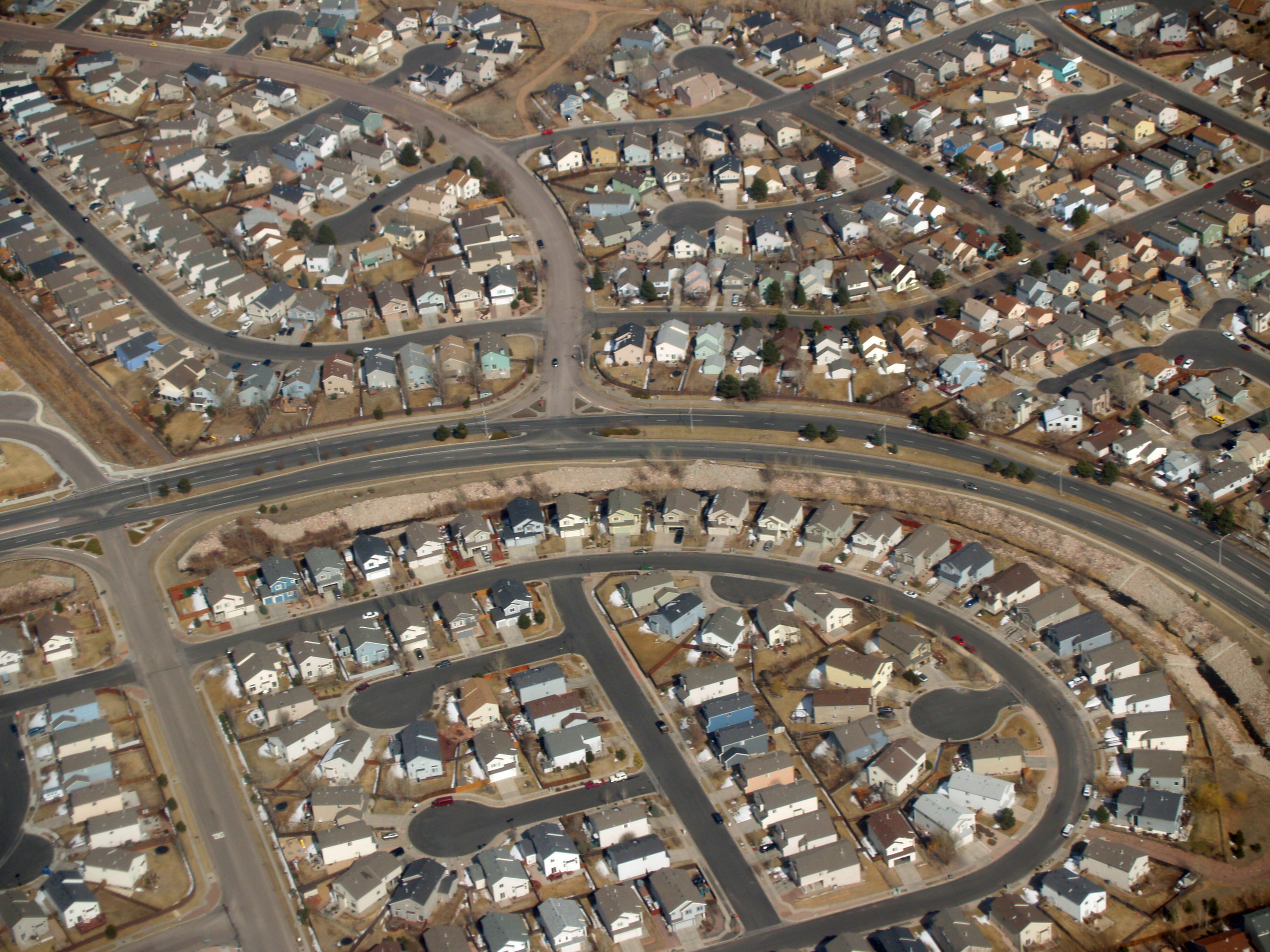
Der Lebensstil in den Industrieländern hat einen größeren ökologischen Fußabdruck als der in den Entwicklungsländern

In dem Film Population Boom (2013) vertrat der Macher Werner Boote die Auffassung, dass die Befürchtung einer Überbevölkerung unbegründet sei. Die Erde verfüge über genügend Nahrungsmittel und über genügend Raum für notwendigen Mehranbau, um mehr als die damaligen rund sieben Milliarden Menschen zu versorgen. Der Film vertritt die Auffassung, dieser „Befürchtung“ liege vielmehr ein anderer Sachverhalt zugrunde: es sei nicht genug Lebensraum für diese Menschen vorhanden bzw. vorgesehen, weil die Erdoberfläche nicht allen Menschen gleichermaßen zur Nutzung zur Verfügung stehe, sondern relativ viel Lebensraum von relativ wenigen „Eigentümern“ beansprucht und (zur Exploitation) genutzt werde.
In Bezug auf den Klimawandel und andere Umweltprobleme schrieb George Monbiot 2010, das Bevölkerungswachstum in Entwicklungsländern sei gegenüber dem Verbrauch und Schadstoffausstoß der Industrieländer und internationaler Konzerne unbedeutend. Das Bevölkerungswachstum als Hauptursache der Umweltprobleme zu sehen, bedeute, „die Schuld von den Reichen zu den Armen zu verschieben“. Die Industrieländer, deren Bevölkerung kaum mehr wächst, haben einen größeren ökologischen Fußabdruck als die Entwicklungsländer. Einige Organisationen wie der Optimum Population Trust meinen deswegen, diese Länder seien die wirklich überbevölkerten.
Den größten ökologischen Fußabdruck hatten im Jahr 2010 im Durchschnitt die Einwohner der Vereinigten Arabischen Emirate mit 10,68 gha/Person, die Einwohner Katars mit 10,51gha/Person und die von Bahrain mit 10,4 gha/Person. Mit 8,00 gha/Person haben die US-Amerikaner ebenfalls einen großen ökologischen Fußabdruck. Die Einwohner von Deutschland und der Schweiz liegen dagegen mit 5,46 bzw. 5,28 gha/Person im internationalen Mittelfeld. Den geringsten hatten die Einwohner von Bangladesch mit 0,62 gha/Person, Osttimor mit 0,44 gha/Person und Puerto Rico mit 0,04 gha/Person (gha, globaler Hektar, ist eine Einheit, die der Menge des Ertrags eines festgelegten Wertes entspricht.).
Weiterhin brachte 2010 die Pro-Life-Organisation Population Research Institute das Argument vor, dass sich bisherige Prognosen zu Überbevölkerung und daraus resultierenden Katastrophen nicht bewahrheitet hätten.
2018 werteten John Bongaarts und Brian C. O’Neill schnelles Bevölkerungswachstum als einen der Hauptgründe für steigende Emissionen. Die Forderung, von armen Ländern niedrigeres Bevölkerungswachstum zum Eindämmen der globalen Erwärmung zu verlangen, mache zwar die Armen für die hauptsächlich von reichen Ländern verursachten Probleme mitverantwortlich, aber das ändere nichts daran, dass das Bevölkerungswachstum in Entwicklungsländern mehrere Herausforderungen für das Klima berge.
Eine 2023 erschienen Studie legt nahe, dass die Erde eine mangelfreie Versorgung von 10 Milliarden Menschen auch angesichts absehbarer Klimafolgen ermöglichen kann, sofern räumliche Neuordnungen und Abstimmungen von Klimazonen und angebauten Lebensmitteln erfolgten. Laut Jason Hickel und Dylan Sullivan könnte die derzeitige Weltwirtschaft ihre 8,5 Milliarden Menschen mit knapp einem Drittel des heutigen Ressourcen- und Energiebedarfs auf einem adäquaten Lebensstandard versorgen.

## Weitere Verwendung

### Spielfilme
- … Jahr 2022 … die überleben wollen (Soylent Green), 1973
- Geburten verboten (Z.P.G.), 1972
- What Happened to Monday?, 2017